# Earl Watson (basketballer, 1979)
Earl Joseph Watson Jr. (Kansas City, 12 juni 1979) is een Amerikaans voormalig basketballer en basketbalcoach.

## Carrière
Watson speelde collegebasketbal voor de UCLA Bruins van 1997 tot 2001. Hij werd als 39e gekozen door de Seattle SuperSonics in de NBA draft 2001. Hij speelde een seizoen voor de SuperSonics. In 2002 tekende hij voor de Memphis Grizzlies en speelde drie seizoenen voor hen. In 2005 tekende hij als vrije speler bij de Denver Nuggets. In februari 2006 werd hij geruild naar de Seattle SuperSonics, in de ruil waren ook de Portland Trail Blazers, de Sacramento Kings, Bryon Russell, Voshon Lenard, Ruben Patterson, Charles Smith, Sergei Monia, Brian Skinner, Reggie Evans en Vitali Potapenko betrokken.
In 2008 tekende hij bij de Oklahoma City Thunder en speelde er een seizoen. In 2009 tekende hij bij de Indiana Pacers en speelde ook een seizoen voor de Pacers. In 2010 tekende hij bij de Utah Jazz en speelde drie seizoenen voor de Jazz. Hij speelde een laatste seizoen voor de Portland Trail Blazers in het seizoen 2013/14.
In 2014 werd hij assistent-coach bij de Austin Spurs onder hoofdcoach Ken McDonald. In het seizoen 2015/16 werd hij assistent-coach bij de Phoenix Suns onder Jeff Hornacek. Hij nam over na een slechte start als interim-coach van de Suns. Hij werd hoofdcoach het seizoen erna, drie wedstrijden in het seizoen 2017/18 werd hij ontslagen. In 2021 werd hij assistent-coach bij de Toronto Raptors onder Nick Nurse, hij verliet de club in 2023.

## Statistieken

### Regulier seizoen
| Seizoen  | Team                   | WG  | WS  | MPW  | 2P%  | 3P%  | FW%   | RPW | APW | SPW | BPW | PPW  |
| -------- | ---------------------- | --- | --- | ---- | ---- | ---- | ----- | --- | --- | --- | --- | ---- |
| 2001/02  | Seattle SuperSonics    | 64  | 0   | 15,1 | 45,3 | 36,4 | 63,9  | 1,3 | 2,0 | 0,9 | 0,1 | 3,6  |
| 2002/03  | Memphis Grizzlies      | 79  | 2   | 17,3 | 43,5 | 34,1 | 72,1  | 2,1 | 2,8 | 1,1 | 0,2 | 5,5  |
| 2003/04  | Memphis Grizzlies      | 81  | 14  | 20,6 | 37,1 | 24,5 | 65,2  | 2,2 | 5,0 | 1,1 | 0,2 | 5,7  |
| 2004/05  | Memphis Grizzlies      | 80  | 14  | 22,6 | 42,6 | 31,9 | 65,9  | 2,1 | 4,5 | 1,0 | 0,2 | 7,7  |
| 2005/06  | Denver Nuggets         | 46  | 10  | 21,2 | 42,9 | 39,5 | 62,7  | 1,9 | 3,5 | 0,8 | 0,2 | 7,5  |
| 2005/06  | Seattle SuperSonics    | 24  | 0   | 25,1 | 43,2 | 42,0 | 73,1  | 3,0 | 5,4 | 1,3 | 0,1 | 11,5 |
| 2006/07  | Seattle SuperSonics    | 77  | 25  | 27,9 | 38,3 | 32,9 | 73,5  | 2,4 | 5,7 | 1,3 | 0,3 | 9,4  |
| 2007/08  | Seattle SuperSonics    | 78  | 73  | 29,1 | 45,4 | 37,1 | 76,6  | 2,9 | 6,8 | 0,9 | 0,1 | 10,7 |
| 2008/09  | Oklahoma City Thunder  | 68  | 18  | 26,1 | 38,4 | 23,5 | 75,5  | 2,7 | 5,8 | 0,7 | 0,2 | 6,6  |
| 2009/10  | Indiana Pacers         | 79  | 52  | 29,4 | 42,6 | 28,8 | 71,0  | 3,0 | 5,1 | 1,3 | 0,2 | 7,8  |
| 2010/11  | Utah Jazz              | 80  | 13  | 19,6 | 41,0 | 33,6 | 67,1  | 2,3 | 3,5 | 0,8 | 0,2 | 4,3  |
| 2011/12  | Utah Jazz              | 50  | 2   | 20,7 | 33,8 | 19,2 | 67,4  | 2,4 | 4,3 | 1,1 | 0,4 | 3,0  |
| 2012/13  | Utah Jazz              | 48  | 4   | 17,3 | 30,8 | 17,9 | 68,0  | 1,8 | 4,0 | 0,8 | 0,2 | 2,0  |
| 2013/14  | Portland Trail Blazers | 24  | 0   | 6,7  | 27,3 | 28,6 | 100,0 | 0,6 | 1,2 | 0,2 | 0,0 | 0,5  |
| Carrière | Carrière               | 878 | 227 | 22,2 | 41,1 | 32,4 | 70,3  | 2,3 | 4,4 | 1,0 | 0,2 | 6,4  |

### Play-offs
| Seizoen  | Team                   | WG | WS | MPW  | 2P%  | 3P%  | FW%   | RPW | APW | SPW | BPW | PPW |
| -------- | ---------------------- | -- | -- | ---- | ---- | ---- | ----- | --- | --- | --- | --- | --- |
| 2003/04  | Memphis Grizzlies      | 4  | 0  | 15,5 | 53,3 | 0,0  | 100,0 | 2,3 | 1,8 | 1,3 | 0,0 | 4,8 |
| 2004/05  | Memphis Grizzlies      | 4  | 0  | 18,5 | 33,3 | 11,1 | 100,0 | 2,5 | 3,8 | 0,8 | 0,3 | 4,8 |
| 2013/14  | Portland Trail Blazers | 4  | 0  | 3,5  | 0,0  | 0,0  | 0,0   | 0,3 | 0,3 | 0,0 | 0,0 | 0,0 |
| Carrière | Carrière               | 12 | 0  | 12,5 | 40,0 | 7,7  | 100,0 | 1,7 | 1,9 | 0,7 | 0,1 | 3,2 |